# يد الله سحابي
يد الله سحابي (بالفارسیة: یدالله سحابی) (25 فبراير 1905) - (12 أبريل 2002) عالم إيراني بارز وكاتب وإصلاحي وسياسي.  كان السحابي ناشطاً في تأميم صناعة النفط الإيرانية في الخمسينيات.
درس السحابي في جامعة ليل وتخصص في الجيولوجيا. حصل على درجة الدكتوراه في عام 1936 وعين على الفور في جامعة طهران - كلية العلوم. وكان أحد مؤسسي حركة حرية إيران. وداعية للتعددية والديمقراطية. وهو أيضاً أستاذاً في جامعة طهران وكاتبًا مشهورًا.
يُعتبر السحابي من قِبل العديد من الإيرانيين بطلاً قومياً وكنزاً إيرانياً. توفي عن عمر يناهز 97 عاماً في مشفى جام في طهران .